# Fenolový koeficient
Fenolový koeficient je jednotka pro měření baktericidního účinku chemické látky v poměru k fenolu. V číselném vyjádření je dezinfekční účinek látky v poměru k dezinfekčnímu účinku fenolu funkcí provedeného standardizovaného testu. Například metoda Rideal-Walker má jako výstup Rideal-Walkerův koeficient a metoda Ministerstva zemědělství USA má koeficient Ministerstva zemědělství USA.
Pro výpočet fenolového koeficientu se koncentrace látky, která zabije testovací organismus za 10 minut, ale nikoli za 5 minut, dělí koncentrací fenolu, která zabije tento organismus za stejných podmínek. Fenolový koeficient může být stanovován za přítomnosti standardního množství přidaného organického materiálu nebo naopak za jeho nepřítomnosti.